# Dornier Do 24

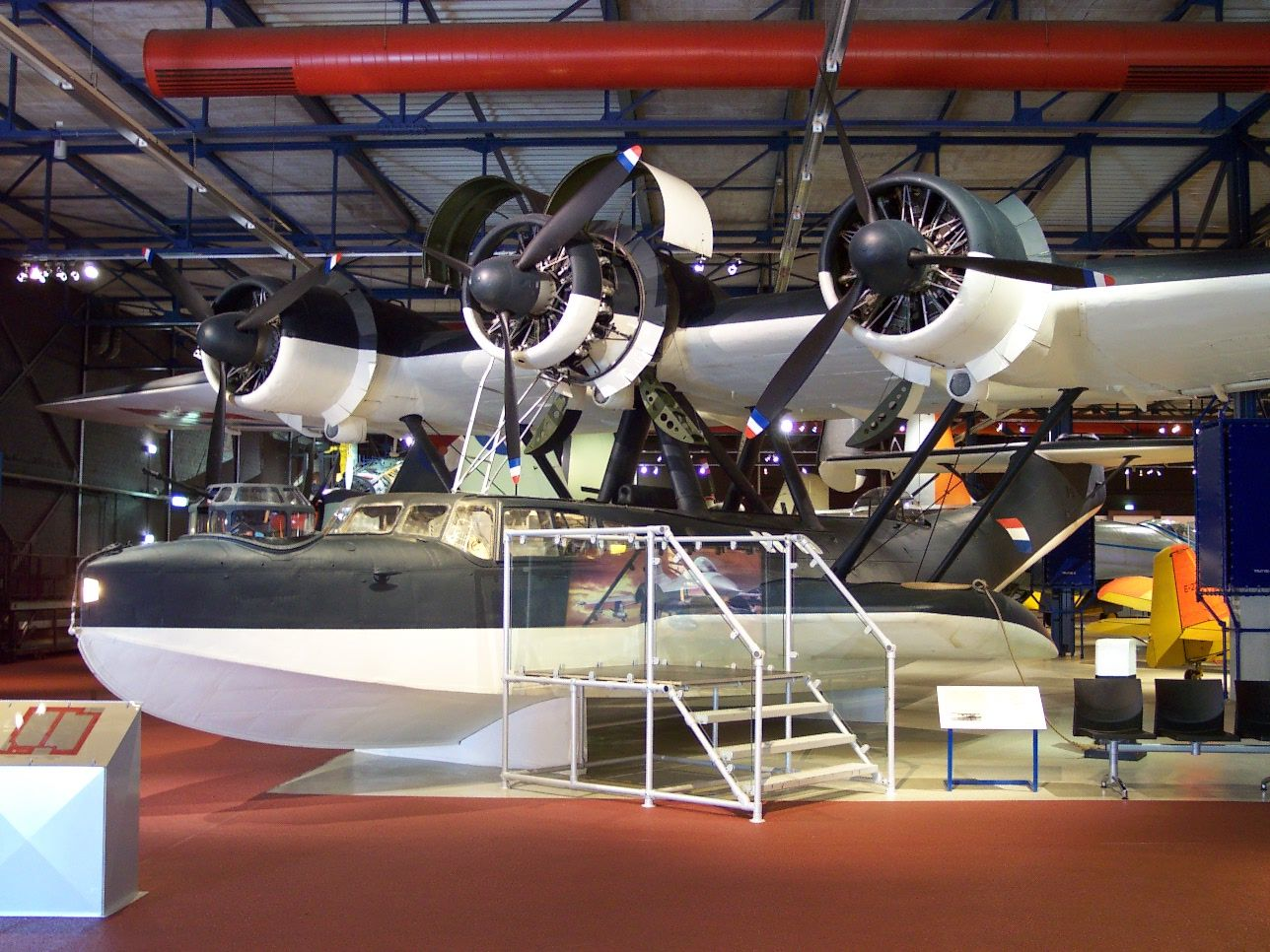
Een Do 24 in het Militaire Luchtvaart Museum

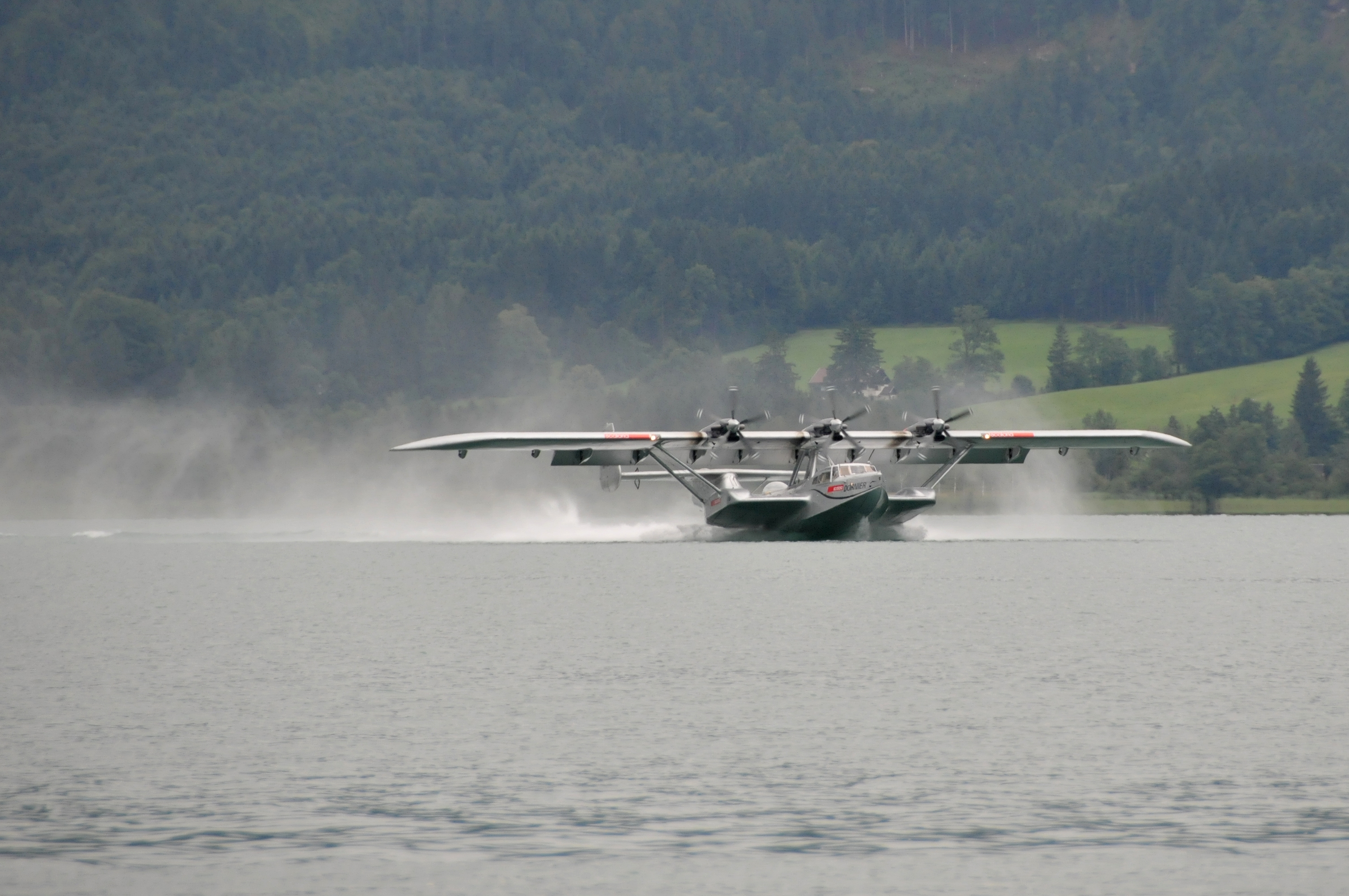
Dornier 24ATT

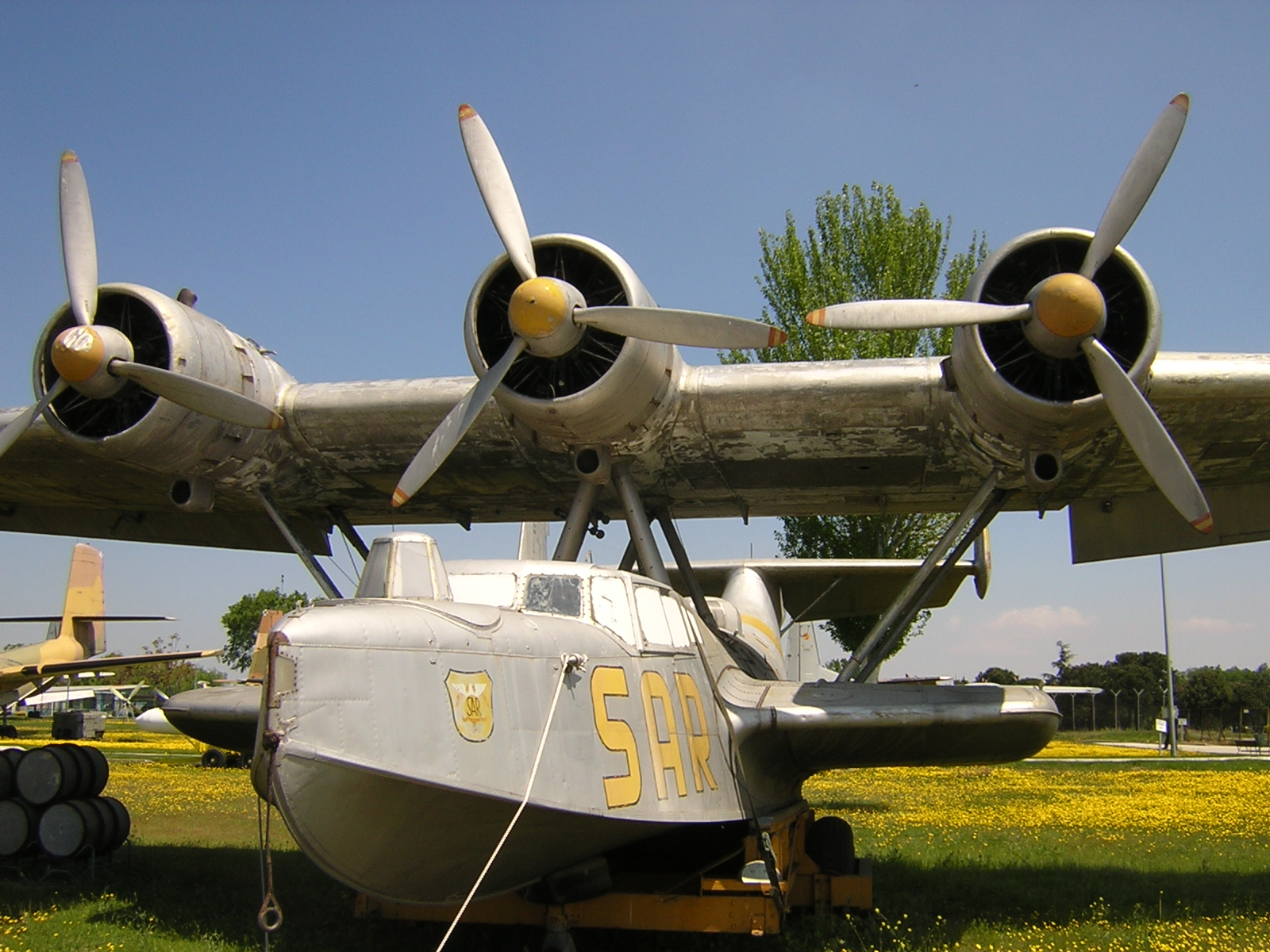
Een Spaanse Do 24

De Dornier Do 24 was een vliegboot van geheel metalen constructie die in de jaren dertig door het Duitse bedrijf Dornier werd ontworpen. Volgens Dornier zijn er met de Do 24 meer dan 11.000 mensen uit zee gered.

## Ontwikkeling
In 1934 ontstond bij de Marine Luchtvaartdienst (MLD) de vraag naar een geschikte opvolger van de Dornier Wal vliegboten die in Nederlands-Indië werden gebruikt. Deze opvolger moest een goed bewapend toestel met een groot vliegbereik en een goede zeewaardigheid zijn. Dorniers antwoord was de Do 24, die al ontworpen was voor het Duitse Luftfahrtministerium maar minder geschikt leek dan de Blohm & Voss BV138. De bouw van de twee prototypes V1 en V2, die zouden worden uitgerust met de gespecificeerde Junckers Jumo 205C dieselmotoren, werd daarom onderbroken. De aanvraag van de MLD resulteerde in een derde en vierde prototype: deze werden uitgerust met Wright R-1820-F52 stermotoren, dat op dat moment al een heel gangbaar motortype was in Nederlands Indië, door gebruik bij de KLM, de KNILM en de ML-KNIL.
De eerste vlucht van dit derde prototype vond plaats op 3 juli 1937. Het toestel werd aangedreven door drie in de vleugel geplaatste motoren. De Nederlandse versie kreeg de aanduiding Do 24K. De bewapening van de Do 24K bestond uit twee lichte mitrailleurs in een staart- en neuskoepel. Midscheeps bevond zich een koepel met een kanon met een kaliber van 20mm. De V1 en V2 met Jumo motoren werden pas daarna voltooid.

## Productie
De eerste Do 24K's werden door Dornier gebouwd. Later werd het toestel in Nederland door Aviolanda en De Schelde in licentie gebouwd. De Schelde bouwde de vleugels, motorgondels en tanks van het toestel. Toen de Duitsers in mei 1940 Nederland bezetten, gaf men opdracht om de half-afgebouwde Do 24K's af te bouwen, dertien in totaal. Deze werden vervolgens aangepast door Weser Flugzeug Werke in Einswarden en als Do 24N in gebruik genomen bij de Duitse reddingsbrigade (Seenotdienst).
In 1941 besloten de Duitsers een verbeterd type van de Do 24 te laten maken, de Do 24T. De combinatie Aviolanda/De Schelde en Fokker, die in 1942 ook bij de productie betrokken werd, bouwde deze toestellen. In Frankrijk produceerde de SNCAN in Sartrouville ook Do 24T's. Na de bevrijding van Frankrijk ging de productie in Sartrouville door, de Do 24 werd voor de Franse marine geproduceerd. De Do 24 is in Spanje in licentie gebouwd.
| Version    | Dornier | Aviolanda | SNCAN | Totaal | Periode                          |
| ---------- | ------- | --------- | ----- | ------ | -------------------------------- |
| Prototypes | 3       |           |       | 3      |                                  |
| K-1        | 28      |           |       | 28     | januari 1938 tot september 1939  |
| K-2        | 1       | 7         |       | 8      | december 1939 tot maart 1940     |
| N          |         | 13        |       | 13     | juli 1940 tot 1941               |
| T-1        |         | 11        |       | 11     | augustus 1941 tot oktober 1941   |
| T-2        |         | 38        |       | 38     | november 1941 tot september 1942 |
| T-3        |         | 125       | 47    | 172    | oktober 1942 tot september 1944  |
| Do-24      |         |           | 40    | 40     | 1945 tot 1947                    |
| Totaal     | 32      | 194       | 87    | 313    |                                  |

De laatste versie van de Do 24 was de Do 24TT, later bekend als Do ATT. De productie van deze variant begon in 1979 en het toestel was in 1983 gereed.

## Operationele inzet

### In dienst van de MLD
Eind 1940 beschikte de MLD over 34 vliegboten van het type Do 24K. Na het uitbreken van de vijandelijkheden met Japan werden er 24 toestellen ingezet voor verkenningspatrouilles. Vijf van de overige tien toestellen werden ingezet bij de voortgezette vliegopleiding. Op 13 december 1941 raakte de Do 24K X-22 als eerste Nederlandse vliegtuig in gevecht met drie Japanse jachtvliegtuigen. Eén jachtvliegtuig werd neergeschoten, de twee andere jagers deinsden daarna terug. Op 17 december 1941 bracht een Dornier de Japanse torpedobootjager Shinonomé tot zinken.
Na de capitulatie van Nederlands-Indië zijn er zes Do 24's naar Australië uitgeweken. Bij de Japanse Aanval op Broome (Noord-West Australië) op 3 maart 1942 leed de MLD een gevoelig verlies. Vijf toestellen werden in april 1942 aan de RAAF overgedragen. Eén toestel bleef tot oktober 1943 in MLD-dienst en werd gebruikt voor het uitvoeren van verkennings- en ferryvluchten voor de Nederlandse Inlichtingendienst NEFIS.

### Elders
De meeste Dorniers werden ingezet door de Luftwaffe. Een aantal Do 24's werd ingezet door Australië, Zweden, Frankrijk en Spanje.

## Bekende Dornier Do 24 vliegers
- Hugo Burgerhout, RMWO
- Bastiaan Sjerp